# Liste der Einträge im National Register of Historic Places im Lake County (Oregon)
Diese Liste der Einträge im National Register of Historic Places im Lake County (Oregon) enthält alle im Lake County, Oregon in das National Register of Historic Places eingetragenen Gebäude, Bauwerke, Objekte, Stätten oder historischen Distrikte.
Diese Liste entspricht dem Bearbeitungsstand des National Park Service/National Register of Historic Places vom 11. Oktober 2024.

## Legende
| NRHP | Historic Place             |
| NHL  | National Historic Landmark |
| HD   | National Historic District |

## Aktuelle Einträge
| [ 2 ] | Name                                                    | Bild                                                    | Eintragsdatum                  | Lage                                                                                | Ort                   | Beschreibung |
| ----- | ------------------------------------------------------- | ------------------------------------------------------- | ------------------------------ | ----------------------------------------------------------------------------------- | --------------------- | ------------ |
| 1     | Abert Lake Petroglyphs                                  | Abert Lake Petroglyphs                                  | 20. Nov. 1974 ID-Nr. 74002292  | Adresse nicht veröffentlicht                                                        | Lakeview              |              |
| 2     | Alger Theatre                                           | Alger Theatre                                           | 28. März 2024 ID-Nr. 100010118 | 24 South F Street 42° 11′ 20,4″ N, 120° 20′ 45,6″ W                                 | Lakeview              |              |
| 3     | Bailey and Massingill General Store                     | weitere Bilder                                          | 25. Okt. 1984 ID-Nr. 84000133  | 4 N. E St. 42° 11′ 22,7″ N, 120° 20′ 40,6″ W                                        | Lakeview              |              |
| 4     | Cabin Lake Guard Station                                | Cabin Lake Guard Station                                | 11. Apr. 1986 ID-Nr. 86000827  | im Deschutes National Forest 43° 29′ 27″ N, 121° 3′ 22″ W                           | Fort Rock, Vorort     |              |
| 5     | East Lake Abert Archeological District                  | East Lake Abert Archeological District                  | 29. Nov. 1978 ID-Nr. 78002295  | Adresse nicht veröffentlicht                                                        | Valley Falls, Vorort  |              |
| 6     | Ed Eskelin Ranch Complex                                | Ed Eskelin Ranch Complex                                | 25. Feb. 1991 ID-Nr. 91000062  | County Road 5-10 43° 15′ 1,5″ N, 120° 54′ 42,2″ W                                   | Silver Lake, Vorort   |              |
| 7     | Fort Rock Cave                                          | weitere Bilder                                          | 15. Okt. 1966 ID-Nr. 66000641  | Adresse nicht veröffentlicht                                                        | Fort Rock, Siedlung   |              |
| 8     | Greaser Petroglyph Site                                 | Greaser Petroglyph Site                                 | 20. Nov. 1974 ID-Nr. 74002293  | Adresse nicht veröffentlicht                                                        | Adel, Vorort          |              |
| 9     | Heryford Brothers Building                              | weitere Bilder                                          | 30. Apr. 1980 ID-Nr. 80003330  | 524 Center Street 42° 11′ 22,9″ N, 120° 20′ 44,3″ W                                 | Lakeview              |              |
| 10    | William P. Heryford House                               | William P. Heryford House                               | 22. Mai 1980 ID-Nr. 80003331   | 108 S. F St. 42° 11′ 18,5″ N, 120° 20′ 46,7″ W                                      | Lakeview              |              |
| 11    | Lake County Round Sale Barn                             | Lake County Round Sale Barn                             | 21. Nov. 2003 ID-Nr. 03001180  | 3531 N. 6th St. 42° 11′ 43,2″ N, 120° 21′ 39,9″ W                                   | Lakeview              |              |
| 12    | Mitchell Recreation Area                                | weitere Bilder                                          | 20. Feb. 2003 ID-Nr. 03000050  | Forest Service Rd. 34, im Fremont National Forest 42° 25′ 52″ N, 120° 51′ 27″ W     | Bly, Siedlung         |              |
| 13    | Nevada–California–Oregon Railway Passenger Station      | Nevada–California–Oregon Railway Passenger Station      | 22. Aug. 1983 ID-Nr. 83002157  | 1400 Center Street 42° 11′ 21,9″ N, 120° 21′ 21,4″ W                                | Lakeview              |              |
| 14    | Paisley Five Mile Point Caves                           | Paisley Five Mile Point Caves                           | 24. Sep. 2014 ID-Nr. 14000708  | Adresse nicht veröffentlicht                                                        | Paisley, Siedlung     |              |
| 15    | Picture Rock Pass Petroglyphs Site                      | weitere Bilder                                          | 28. Aug. 1975 ID-Nr. 75001585  | Adresse nicht veröffentlicht                                                        | Silver Lake, Siedlung |              |
| 16    | Post and King Saloon                                    | weitere Bilder                                          | 17. März 1977 ID-Nr. 77001104  | N. 2nd aud E Sts. 42° 11′ 26,7″ N, 120° 20′ 42,6″ W                                 | Lakeview              |              |
| 17    | David L. Shirk Ranch                                    | weitere Bilder                                          | 4. Nov. 2009 ID-Nr. 09000891   | Guano Valley 42° 14′ 18,6″ N, 119° 31′ 11,8″ W                                      | Adel, Vorort          |              |
| 18    | Governor Earl W. Snell Aircraft Crash Site              | weitere Bilder                                          | 18. Okt. 2018 ID-Nr. 100003032 | T40S R16E sec25, im Fremont–Winema National Forest 42° 4′ 14,6″ N, 120° 46′ 43,8″ W | Lakeview vicinity     |              |
| 19    | Stone Bridge and the Oregon Central Military Wagon Road | Stone Bridge and the Oregon Central Military Wagon Road | 8. Nov. 1974 ID-Nr. 74001689   | The Narrows südlich von Plush 42° 21′ 5″ N, 119° 50′ 26″ W                          | Plush, Siedlung       |              |
| 20    | John N. and Cornelia Watson House                       | John N. and Cornelia Watson House                       | 21. Feb. 1989 ID-Nr. 89000051  | 5 N. H Street 42° 11′ 22,8″ N, 120° 20′ 54,9″ W                                     | Lakeview              |              |